# Atak na Kadyks (1596)
Atak na Kadyks miał miejsce 1 lipca 1596, podczas wojny angielsko-hiszpańskiej (1587–1604) i wojny osiemdziesięcioletniej. Flota angielska przełamała hiszpańską obronę i wysadziła desant, który zajął miasto. Hiszpanie, by nie oddać ich w ręce wroga, spalili zacumowane w porcie galeony, co przyczyniło się do bankructwa królestwa i przerwania na dłuższy czas komunikacji morskiej.

## Geneza
Mimo klęski Niezwyciężonej Armady z 1588 roku, Filip I nie porzucił planów inwazji na Anglię. w 1596 roku, podczas wojny we Francji, poparł Ligę Katolicką, walczącą z królem Henrykiem IV, którego z kolei poparli Anglicy. Zdobycie przez Hiszpanów Calais spowodowało realne zagrożenie inwazji na Anglię, w związku z czym Anglicy zdecydowali się powtórzyć rajd Drake’a na Kadyks z 1587 roku. Wyekwipowali więc znaczną flotę, dołączając do niej jednostki transportujące desant, złożony z 7300 żołnierzy pod komendą Roberta Devereux.
Flotą, liczącą 47 okrętów i 70 transportowców, dowodził Charles Howard, 1. hrabia Nottingham, a poszczególnymi eskadrami: Thomas Howard, Jacob van Wassenaer Duivenvoorde i Walter Raleigh. Na czele Hiszpanów stał książę Medina-Sidonia, komendant nieszczęśliwej Armady z 1588 roku.

## Bitwa
W porcie kadyskim znajdowało się wiele jednostek przygotowywanej floty inwazyjnej, oraz flota skarbowa, przygotowująca się do wyruszenia do Ameryki. Obrońcy nie byli jednak gotowi –   Medina-Sidonia skarżył się królowi na brak posiłków i funduszy. Przybycie floty sprzymierzonych 30 lipca i szybki atak następnego dnia, w pełni ich zaskoczył i gwałtowne natarcie eskadry Raleigha przełamało linię ciężkich galeonów (tzw. „apostolskich”), które broniły wejścia do portu wewnętrznego.
Największy z „apostołów”. „San Felipe”. był szczytowym osiągnięciem ówczesnego szkutnictwa, wypierając 2000 ton, niósł 80 dział i miał 1200 ludzi załogi. Pozostałych trzech „apostołów” niosło po 50 dział. Wspierało ich ponad 20 okrętów, uzbrojonych w 50-18 dział, a za nimi, w porcie, stał konwój 57 oceanicznych transportowców, gotujących się do podróży do kolonii amerykańskich, których łączna wartość ładunku sięgała 12 milionów lub nawet 20 milionów dukatów.
Dwa z dużych galeonów („San Tomas” i „San Felipe”) spłonęły, a dwa, zdobyte przez Anglików, służyły im do końca wojny (przemianowane z „San Mateo” na „Saint Matthew” i z „San Andres” na „Saint Andrew”). Pozostałe okręty wycofały się w głąb portu, a dzięki sprawności hiszpańskiego dowódcy, część konwoju zdołała wydostać się ciasnym przesmykiem z zatoki portowej.
Równocześnie wysadzony desant zdobył miasto Kadyks. Walki nie były specjalnie zacięte, zginęło po dwudziestu kilku żołnierzy po obu stronach. Następnego dnia poddała się cytadela obsadzona przez 6 tysięcy żołnierzy. Dążąc do szybkiego zdobycia miasta, Anglicy nie przejęli pobitej floty hiszpańskiej. W zamian za oszczędzenie galeonów zażądali dwa miliony dukatów okupu, ale Medina-Sidonia wolał zniszczyć okręty niż dopuścić by wpadły w ręce wroga. 32 okręty wojenne spłonęły (ok. 1/3 floty królewskiej), wraz z nimi na dno poszło 1200 dział i broń ręczna dla 5-6 tys. żołnierzy. Król Filip (w odróżnieniu od wielu swoich poddanych) uznał posunięcie księcia Sidonii za słuszne.
Napastnicy obrabowali miasto, spalili katedrę i wiele kościołów i zażądali wysokiego okupu. Robert Devereux i Holendrzy chcieli utrzymać miasto pod okupacją, jako bazę do ataków na siły hiszpańskie, ale Howard i reszta angielskich oficerów uznała ten pomysł za nazbyt ryzykowny. Wobec niewypłacenia żądanego okupu w wysokości pół miliona dukatów, wycofujące się oddziały podpaliły miasto i zabrały wielu ważnych obywateli jako zakładników.

## Skutki
Skupienie się na ataku na miasto, gdzie spodziewano się wielkich łupów, spowodowało, że Anglicy nie zdołali przechwycić floty hiszpańskiej, która uległa samozniszczeniu. Napastnicy stracili też szansę przechwycenia płynącej wówczas do Kadyksu floty zachodnioindyjskiej. Niemniej odnieśli oni wielki sukces, niszcząc znaczną część floty hiszpańskiej, co spowodowało roczną przerwę w komunikacji z koloniami, i krach finansowy: królestwo Hiszpanii ogłosiło bankructwo, powodując panikę na europejskich giełdach. Anglicy i Holendrzy zniszczyli też ważne miasto portowe i wywieźli 600 tys. dukatów łupów.